# Catherine Enjolet
 (décembre 2009).
Si vous disposez d'ouvrages ou d'articles de référence ou si vous connaissez des sites web de qualité traitant du thème abordé ici, merci de compléter l'article en donnant les références utiles à sa vérifiabilité et en les liant à la section « Notes et références ».
Catherine Enjolet,  née le 4 avril 1953 à Paris, est une romancière et essayiste française.

## Biographie
Catherine Enjolet est écrivaine, romancière et essayiste, professeure de lettres et universitaire. Elle a enseigné aux États-Unis et à la Sorbonne la communication et la culture générale. Également scénariste et réalisatrice de moyens-métrages, elle a été chargée de mission à l'INA (Commission Jack Lang sur les relations de l'audiovisuel et de la littérature en France). Elle conjugue littérature et engagement et fonde et préside en 1990 l'ONG Parrains par mille, parrainage d'enfants "du bout de la rue", qui apporte un soutien affectif et éducatif aux enfants et adolescents isolés. Elle développe le concept « Les Liens du sens » à travers ses livres, ses conférences et son engagement sur le terrain en France et à l'étranger (Grande-Bretagne, Suisse, Italie, Japon, Maroc, etc.)
"Entrepreneur social distinguée", Ambassadrice de la Cause des Enfants, elle lance la notion  d'Adoption Affective, écrit un Manifeste dans le Monde signé par cinquante personnalités et publie le "Plaidoyer pour l'Adoption Affective". Elle innove dans de nombreuses villes de France, le Parrainage d'Enfants ... (du bout de la rue) est désormais officiellement repris.
Fondatrice des "Liens du Sens International", Adoptive Affection son concept est largement sollicité et son action de volontariat internationalement développé.
Son innovation médiatisée est reprise jusqu'au Japon. Ambassadrice culturelle, elle conçoit les Escales Littéraires et développe des événements culturels Europe, puis Monde.

## Décorations
- Officier de la Légion d'honneur (2018)[3]
- Chevalier de l'ordre des Arts et des Lettres (2015)

## Prix littéraires
- Prix du Jeune Cinéma français - 1980
- Grand Prix de Cannes - 1990
- Prix Georges Brassens - 1995
- Sélection des lectrices de Elle - 1997
- Prix création littéraire de l’Académie Française - 2012

- Prix Paris 2014

## Prix humanitaires
- Prix  Radio France - 1996
- Prix Entreprise citoyenne du monde - Clarins  - 2004
- Prix Trophemina - 2005
- Prix Figaro humanitaire - 2005

## Romans et Nouvelles
- Rousse comme personne, Stock, 1990 (prix Georges Brassens)
- Princesse d'ailleurs, Phébus, 1997[4]
- Mémoires d'enfance, Phébus, nouvelles (ouvrage collectif), 2008[5]
- Sous Silence, Phébus, 2011 (Prix création de l'Académie Française 2011) [6]
- Face aux ombres, Phébus, 2014[7]
- Nina, Lattès, 2017[8]

## Essais
- Au bleu du ciel croire", préface de Boris Cyrulnik Phébus, 2023 [9],[10],[11],[12]
- Relions-nous – L'urgence d'une écologie humaine", Catherine Enjolet et Gilbert Cotteau, préface de Matthieu Ricard. Editions Verone, 2023 [13]
- Boris Cyrulnik par Catherine Enjolet", Ed Duetto, 2015
- En danger de silence, Robert Laffont, 1999. J'ai lu, 2000
- L’amour et ses chemins, Pocket, avec Jacques Salomé, 2000, 2003
- Les Liens du sens, Ramsay, 2003
- Ceux qui ne savent pas donner ne savent pas ce qu'ils perdent, J.-C. Lattès, 2006
- Paroles à deux voix", avec Jacques Salomé, Editions Pocket, 2007
- Parrainer les enfants d'à côté, édition Rue de l'échiquier, 2009[14]
- Plaidoyer pour l'Adoption Affective Pocket 2011 - préface Boris Cyrulnik
- Changemakerstome 1 et 2 Nana Watanabe 2006 Tokyo
- Dix parisiennes Yuriko Yamamoto - Sayaka 2013 Tokyo

## Nouvelles
- "Au balcon du ciel" Escales Littéraires tome 1
- "Pour plus que tu meures" Phébus - 2008

## Traductions
- "A terrace on the sky"
- "sul Balcone Del Cielo"
- "Heimlich, still und leise"

### Album
- Une étoile pour chacun, Belin, 2006